# Pouncet Island
Pouncet Island är en ö i Kanada.   Den ligger i territoriet Nunavut, i den nordöstra delen av landet, 2 900 km norr om huvudstaden Ottawa. Arean är 9,2 kvadratkilometer.
Terrängen på Pouncet Island är platt. Öns högsta punkt är 130 meter över havet. Den sträcker sig 6,1 kilometer i nord-sydlig riktning, och 3,4 kilometer i öst-västlig riktning.
Trakten runt Pouncet Island är nära nog obefolkad, med mindre än två invånare per kvadratkilometer.